# Infinito (álbum de Fresno)
| Críticas profissionais | Críticas profissionais |
| Avaliações da crítica  | Avaliações da crítica  |
| Fonte                  | Avaliação              |
| ---------------------- | ---------------------- |
| Frequência Urbana      | 4 de 5 estrelas.       |
| Não Toco Raul          | 4 de 5 estrelas.       |
| Rolling Stone          | 3.5 de 5 estrelas.     |

Infinito é o sexto álbum da banda Fresno. O álbum foi lançado digitalmente dia 1 de novembro e fisicamente dia 23.
Tem 11 faixas, com aproximadamente 45 minutos de duração. O primeiro single foi "Infinito" e seu clipe foi lançado em 17 de julho de 2012. O álbum completo está disponível na íntegra no canal da banda no YouTube.
O álbum foi amplamente bem recebido pela crítica e pelo público, que o viram como uma ''grande evolução'', e classificaram como ''grandioso'' e ''ambicioso''.

## Faixas
| N.º            | Título                                         | Compositor(es) | Duração |  |
| 1.             | "Homem Ao Mar"                                 | Lucas Silveira | 2:49    |  |
| 2.             | "Infinito"                                     | Lucas Silveira | 3:49    |  |
| 3.             | "Maior Que As Muralhas"                        | Lucas Silveira | 4:18    |  |
| 4.             | "O Resto É Nada Mais (O Sonho de Um Visconde)" | Lucas Silveira | 5:07    |  |
| 5.             | "Diga, Pt. 2"                                  | Lucas Silveira | 5:07    |  |
| 6.             | "Seis"                                         | Lucas Silveira | 3:12    |  |
| 7.             | "Cativeiro (Ana Cruse)"                        | Lucas Silveira | 4:05    |  |
| 8.             | "Sobreviver e Acreditar"                       | Lucas Silveira | 3:50    |  |
| 9.             | "Sutjeska"                                     | Lucas Silveira | 1:42    |  |
| 10.            | "Farol"                                        | Lucas Silveira | 3:37    |  |
| 11.            | "Vida (Biografia em Ré Menor)"                 | Lucas Silveira | 7:11    |  |
| Duração total: | Duração total:                                 | Duração total: | 43:57   |  |

## Desempenho comercial

### Álbum
| Parada (2012)              | Melhores posições |
| -------------------------- | ----------------- |
| Brasil iTunes - Top Álbuns | 3                 |

### Singles
| Ano  | Single                  | Posição     | Posição    |
| Ano  | Single                  | BRA Hot 100 | BRA iTunes |
| ---- | ----------------------- | ----------- | ---------- |
| 2012 | "Infinito"              | 32          | 8          |
| 2012 | "Maior Que As Muralhas" | —           | —          |
| 2013 | "Farol"                 | —           | —          |

## Créditos
Musicais
- Lucas Silveira - vocais, guitarras, baixo
- Gustavo Mantovani - guitarras
- Bell Ruschell - bateria
- Mario Camelo - teclados, piano
- Lucas Lima - orquestração

Técnicos
- Marco Lafico - gravação, mixagem e masterização
- Tiago Mago - assistente de gravação